# 송도 센트럴파크 호텔
송도 센트럴파크 호텔(영어: Songdo Central Park Hotel)은 대한민국 인천광역시 연수구 송도국제도시에 위치한 호텔이다.

## 대중문화
- 2016년에 방영된 tvN 드라마 굿 와이프에 나온다.

## 갤러리

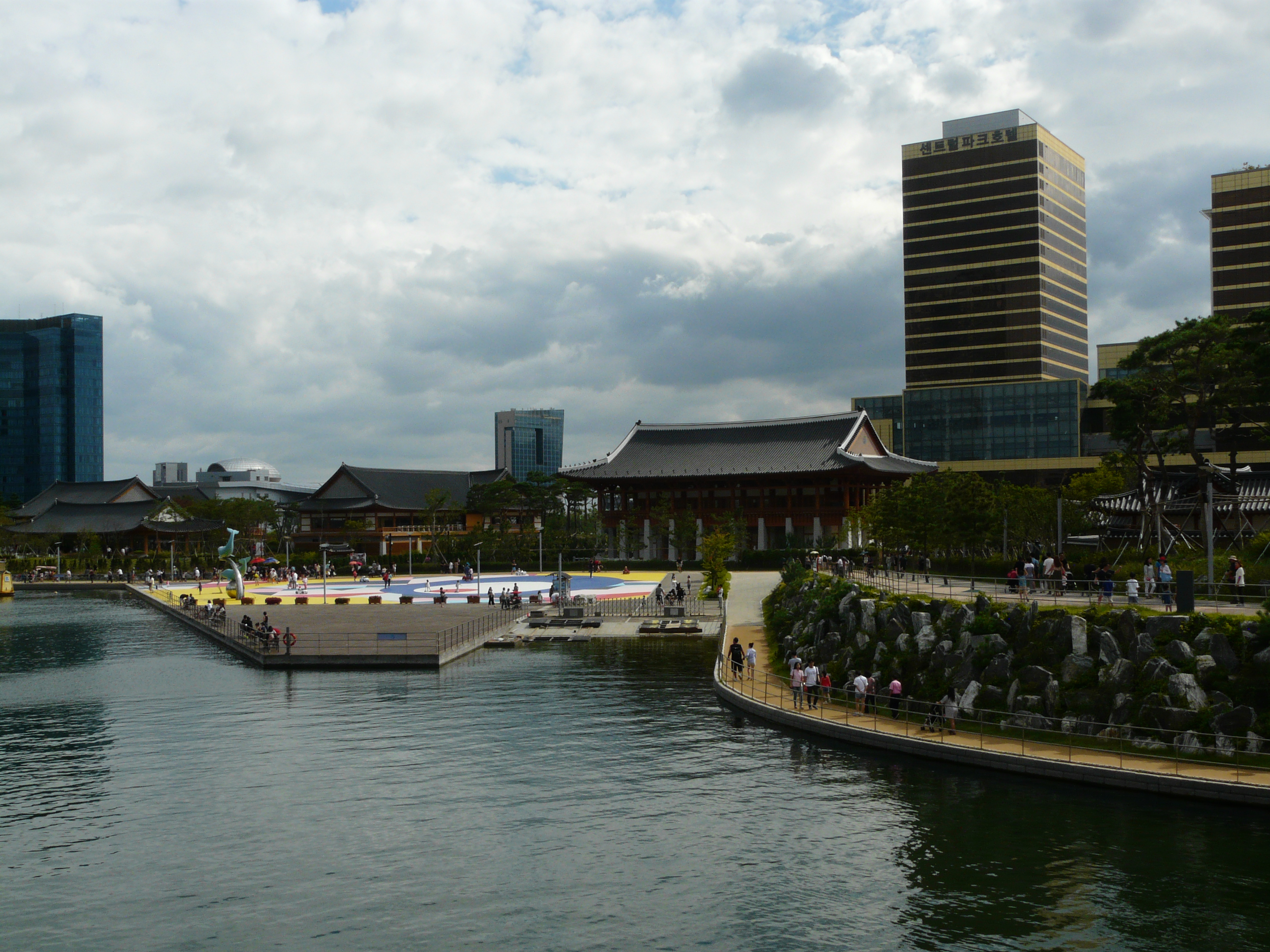